# Бондаж

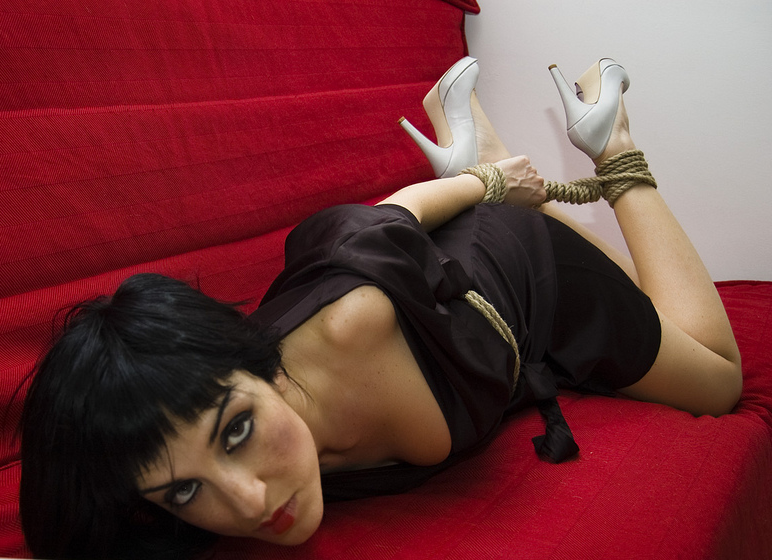
Женщина, лишённая возможности двигаться при помощи верёвочного бондажа

Бонда́ж (англ. bondage — «зависимость, неволя») — эротико-эстетическая практика, заключающаяся в лишении одним партнёром (доминирующим) другого (подчиняющегося) той или иной степени физической подвижности и/или свободы действий с целью получения психосексуального и/или эстетического удовольствия. Обычно рассматривается как одна из составляющих частей БДСМ. Чаще всего под бондажом понимают связывание, но также в это понятие входят другие виды ограничения или лишения свободы действий: сковывание, использование колодок, наручников и тому подобных предметов, заключение в клетку и т. д. Может являться формой садомазохизма, однако чаще всего не имеет непосредственного отношения к причинению физической боли, ориентируясь в основном на моральную и эмоциональную составляющие практики.

## История возникновения

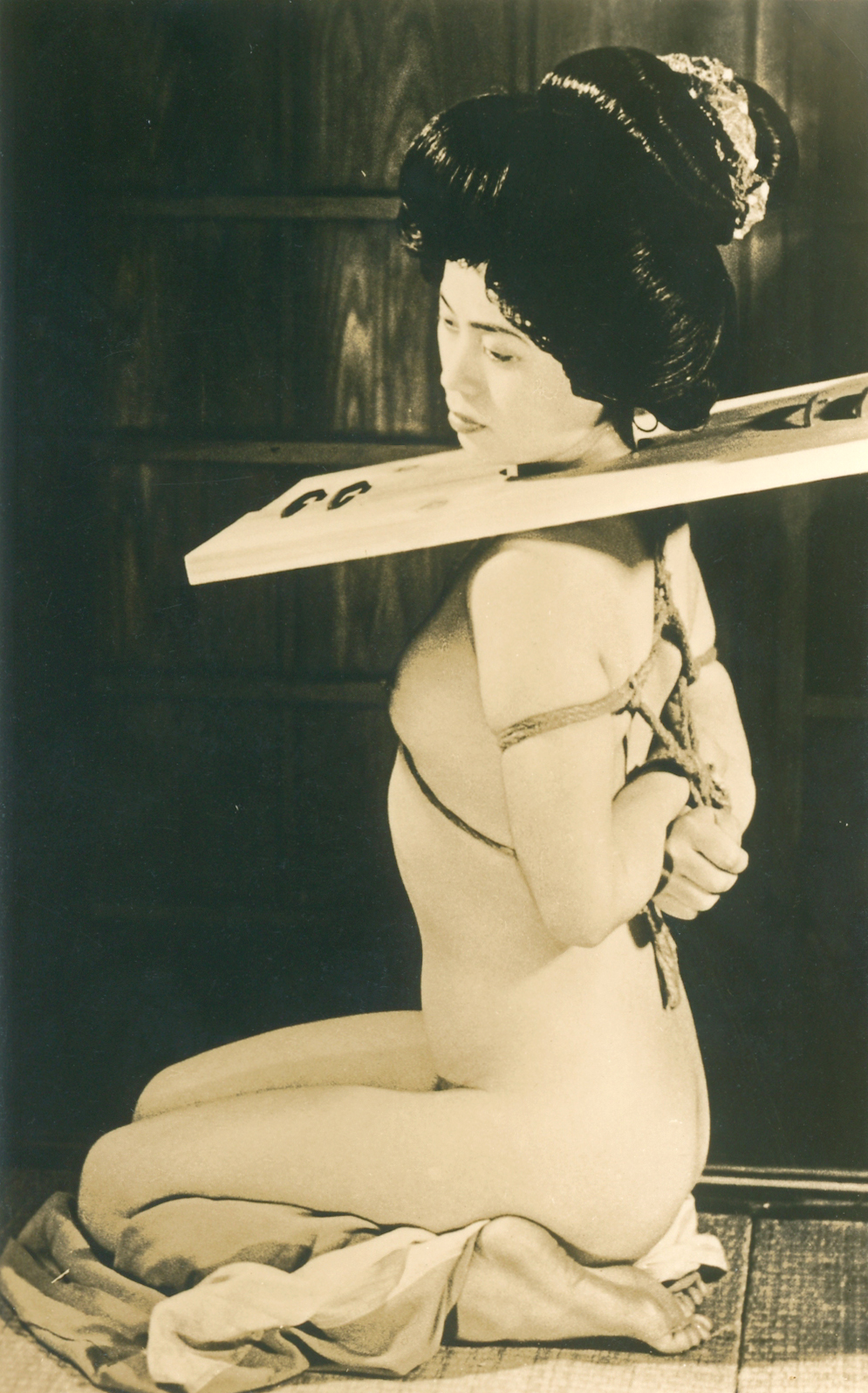
Фотография из японского журнала, посвящённого бондажу и пыткам, отснятая под руководством Сэйу Ито, 1953

Бондаж как искусство связывания восходит к японским техникам боевого связывания ходзё-дзюцу, возникшим в период междоусобных феодальных войн в Японии XV—XVI веков. Изначально искусство ходзё-дзюцу применялось для захвата и конвоирования солдат противника (в мирное время — преступников). При этом заслуживает внимания тот факт, что основной задачей ходзё-дзюцу было эффективное связывание противника без причинения ему физического вреда. Этим объясняется применение ходзё-дзюцу в том числе и при захвате весьма высокопоставленных особ. Существовала, однако, и болевая разновидность ходзё-дзюцу, применявшаяся в качестве пытки.
В XVII—XVIII веках с наступлением мирного для Японии периода практическая составляющая техник ходзё-дзюцу нивелировалась, однако в качестве составляющей боевого искусства они продолжали шлифоваться и в разной степени вошли в состав почти полутора сотен школ (рю), включая дзюдо. Благодаря этому техники боевого связывания сохранились до наших дней. В качестве же японской эстетической практики бондаж сформировался лишь в конце XIX — начале XX века, с появлением театра кабуки, в котором искусство связывания часто являлось частью спектакля. Эротический уклон практике «художественного связывания» принесло появление искусства Укиё-э, в рамках которого работали, в частности, знаменитые впоследствии художники Хокусай и Хиросигэ. Сексуальные образы (нурэба) или сцены пыток (сэмэга) были популярным мотивом этого искусства, что, в конце концов, привело к появлению ряда художников, работавших исключительно в эротической сфере. В 1919 году художник Сэйу Ито выпустил серию фотографий «наказанных женщин», в которых использовалось искусство связывания ходзё-дзюцу.
В начале 1950-х годов в послевоенной Японии начали издаваться несколько эротических журналов, специализирующихся исключительно на бондаже. К этому же времени относится возникновение клубов бондажной фотографии в США. На фоне общего развития практики БДСМ многотиражные садомазохистские и бондажные иллюстрированные журналы переживали настоящий бум. Тогда же появились клубы, где бондаж демонстрировался публично, в качестве шоу. В этих постановках использовалась эстетическая разновидность бондажа, сибари, где потрясающие по своей сложности обвязки, техники подвешивания и другие элементы, унаследованные от техник ходзё-дзюцу, совмещались с нарочитой театральностью действа.
Интересно, что очень близкие процессы происходили параллельно в Европе и Америке. Таким образом, отождествление бондажа в целом с японскими практиками связывания не вполне корректно, поскольку связывание людей с целью пленения, наказания, и т. п. применялось повсеместно. С другой стороны, хотя элементы ограничения подвижности в том или ином виде присутствуют почти во всех связанных с садомазохизмом литературных произведениях XVIII—XIX веков (в частности, в трудах де Сада и Захер-Мазоха), как психоэротическая практика бондаж появился в Европе и Америке только в начале XX века. В частности, к этому периоду относится появление в Европе первых эротических фотографий в стилистике БДСМ с элементами бондажа. Америка же в 1920-х годах переживала расцвет индустрии порнографических журналов и бульварных криминальных романов с обнажёнными и связанными женщинами на обложках.

## Бондаж как эстетическая и психоэротическая практика

### Психологический аспект

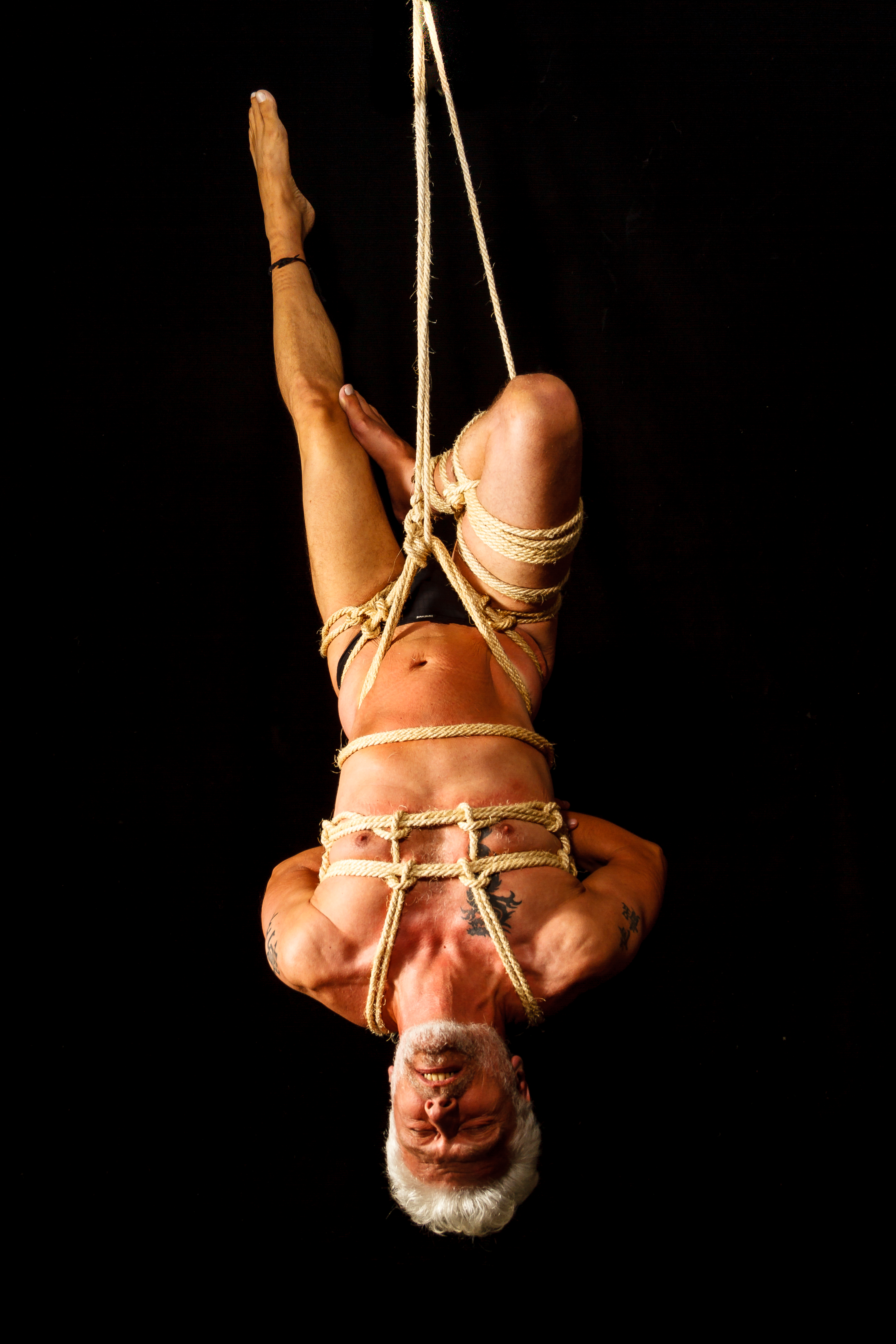

В большинстве случаев психологический аспект бондажа является превалирующим для практикующих. В соответствии с основным назначением бондажа — ограничением подвижности — на передний план психоэротических переживаний выступают основные садомазохистские переживания, то есть чувство беспомощности, покорности, неспособности к сопротивлению — для подчиняющегося партнёра, и абсолютной власти, контроля и господства — для доминирующего. При этом важно, что, как правило, бондаж как таковой не имеет отношения к причинению подчиняющемуся физической боли. С одной стороны, это лишний раз подтверждает главенство психологического аспекта практики бондажа. С другой — обуславливает широкое распространение бондажа в составе БДСМ в силу его универсальности.
Интересно, что психологи отмечают высокую распространённость фантазий о лишении подвижности в эротическом контексте среди представителей обоих полов, причём далеко не всегда эти фантазии носят ярко выраженный садомазохистский характер. В частности, по мнению английского сексолога начала XX века Г. Эллиса, «любое сдерживание мышечной и эмоциональной активности вообще имеет тенденцию повышать состояние сексуального возбуждения».

### Эстетический аспект

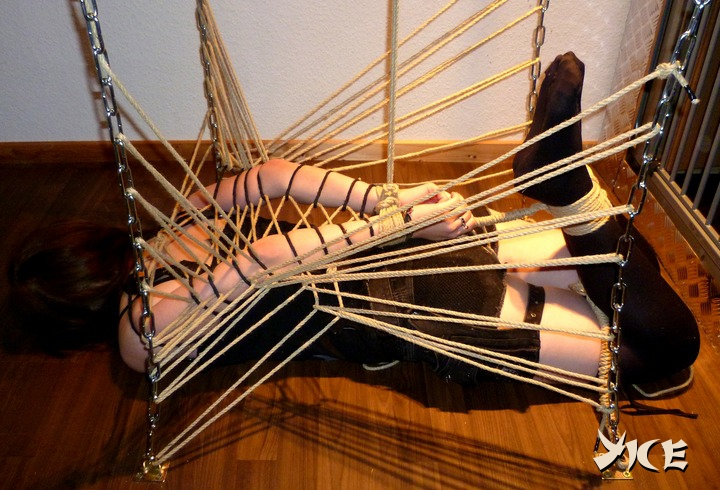

Бондаж как эстетическая практика впервые появился в театре Кабуки, однако широкое распространение в этом качестве получил в начале 1950-х годов в Японии с появлением сибари — художественно-эстетической разновидности эротического связывания (в основном — верёвочного). Позднее появились и другие разновидности эстетического бондажа, однако сибари остаётся главенствующим направлением.
В эстетическом бондаже особое внимание уделяется сложности и красоте обвязки. В основном применяются высокосложные бондажные техники, требующие от исполнителя особых навыков.
Эстетический бондаж часто является составной частью БДСМ-шоу. Кроме того, проводятся специализированные шоу, ориентированные исключительно на эстетический бондаж. Также стоит отметить широкое распространение эстетического бондажа в эротической фотографии.

### Физико-эротический аспект
Как правило, в практике бондажа его физико-эротическое воздействие отходит на второй план (чаще всего его намеренно избегают), однако ряд бондажных техник предусматривает, помимо психологического, и физическое воздействие.
Во-первых, существуют болевые разновидности бондажа. К ним относятся, к примеру, ряд техник сибари, ведущих свою родословную от болевых техник ходзё-дзюцу, а также несколько других техник, предусматривающих ту или иную степень болевого воздействия. Но подобное применение бондажа очень ограничено, поскольку, в первую очередь, имеет весьма ограниченный круг приверженцев, а во-вторых, требует от исполнителя предельной осторожности и чуткости.
Вместе с тем существуют также типы обвязок, в которых предусматривается воздействие бондажной атрибутики на эрогенные зоны подчиняющегося партнёра. Подобным воздействием обладает и ряд бондажных приспособлений. Также в бондаже могут применяться сексуальные игрушки (фаллоимитаторы, анальные пробки, вибраторы и тому подобное). Кроме того, бондаж может использоваться и просто как средство обездвиживания партнёра при проведении тех или иных сексуальных и эротических действий (петтинга, полового акта и так далее).

## Бондаж как составляющая часть БДСМ

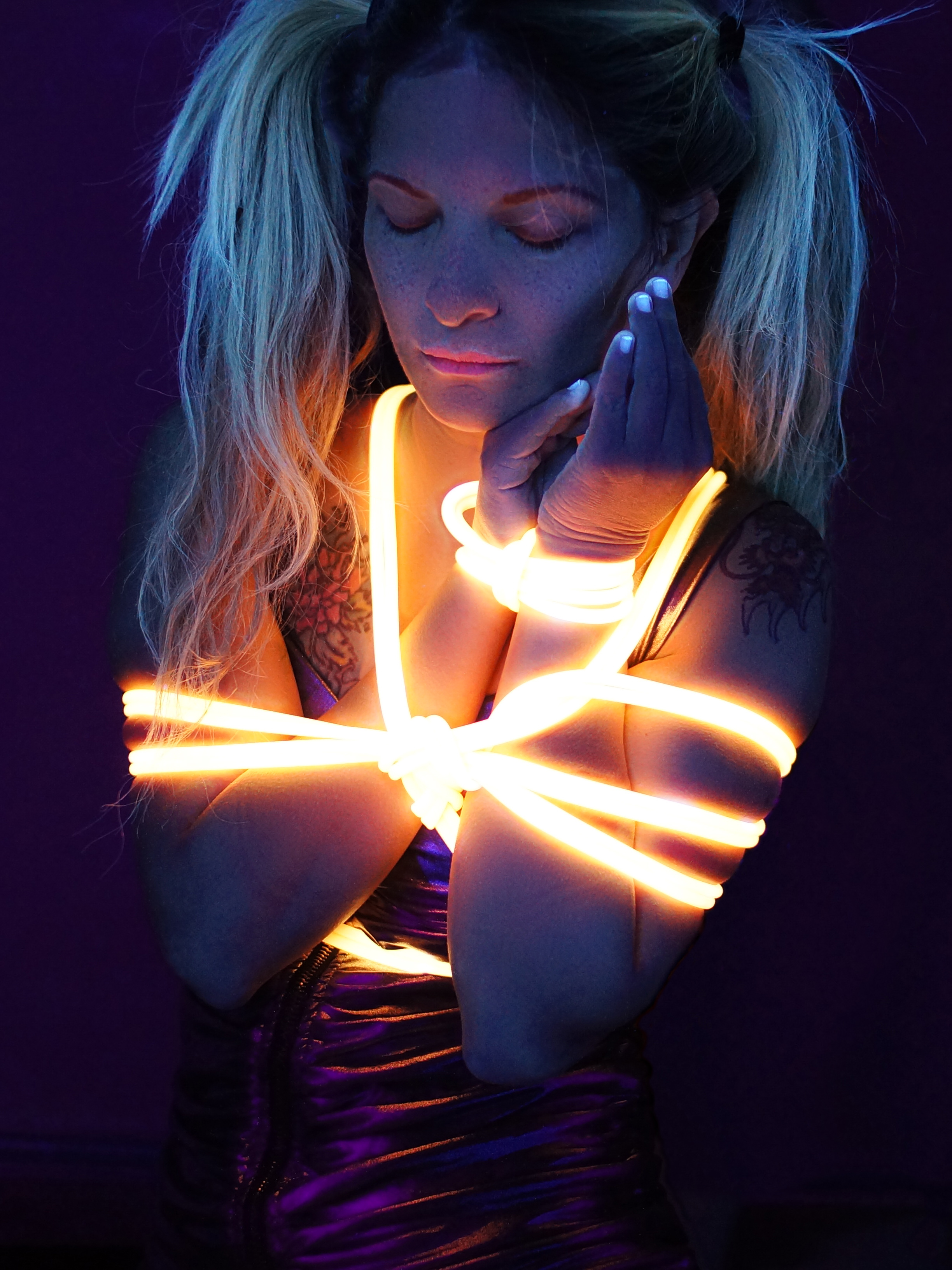
Использование шнуров с подсветкой из гибких светодиодных трубок (DXL) или электролюминесцентного провода

Бондаж является одной из главных составляющих практики БДСМ (в аббревиатуре BDSM буква B расшифровывается как Bondage, в расширенной аббревиатуре BDDSSM BD — Bondage&Discipline).
В рамках практики БДСМ бондаж может применяться как в качестве самостоятельной практики, так и — чаще всего — как составная часть БДСМ-сессии. Как правило, во втором случае бондаж используется как средство обездвиживания подчиняющегося партнёра доминирующим для последующего совершения других действий, таких, к примеру, как флагелляция. Однако это отнюдь не значит, что бондажу при этом отводится утилитарная роль.
При использовании бондажа в составе практики БДСМ, все рамки и ограничения, присущие БДСМ (в частности, принципы Безопасности, Разумности и Добровольности), в обязательном порядке сохраняются и в бондаже. Это означает, в первую очередь, что все действия происходят с обоюдного согласия партнёров и могут быть в любой момент остановлены по первому требованию любого из них. В абсолютном большинстве случаев в рамках БДСМ травматическое и болевое воздействие бондажа (нарушение кровообращения, кровоподтёки от верёвок и тому подобное) исключается либо риск его возникновения сводится к минимуму.

## Техника бондажа

### Техника безопасности
Бондаж, как и любая БДСМ-практика, связан с повышенным риском и требует строгого соблюдения определённой техники безопасности.
К рискам бондажа относится, во-первых, физическое воздействие атрибутики и приспособлений, в частности — верёвок. Применение бондажа требует от доминирующего партнёра достаточных знаний в области анатомии для исключения перетягивания верёвками важных кровеносных сосудов, и, как следствие, нарушения кровообращения. Также необходимо исключить риск удушения, перетяжки суставов и повреждения кожи атрибутикой (особенно опасны при этом верёвки). Опасно также повреждение нервов.
Кроме того, бондаж сопряжён и с рядом психо-физических рисков. К ним главным образом относится беспомощность связываемого партнёра, что требует от доминирующего предельного внимания и чуткости, а также соблюдения заранее оговоренных сценариев, регламентов и рамок (таких, как, к примеру, использование «стоп-слов»).

### Основные техники и приспособления

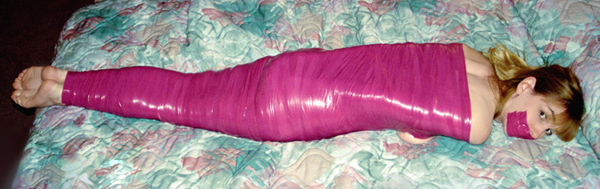
Вариант бондажа-Мумификация (БДСМ) при помощи клейкой ленты

Техники бондажа весьма разнообразны и очень плохо поддаются классификации.
В ряде случаев бондаж различают по уровням:
- Психологический (или моральный) бондаж — состоящий в основном в моральном подавлении свободы действий подчиняющегося партнёра либо в ограничении свободы его перемещений:
- Бондаж с частичным ограничением подвижности;
- Бондаж с полным ограничением подвижности;

По технике выполнения бондаж может быть разделён на шесть типов:

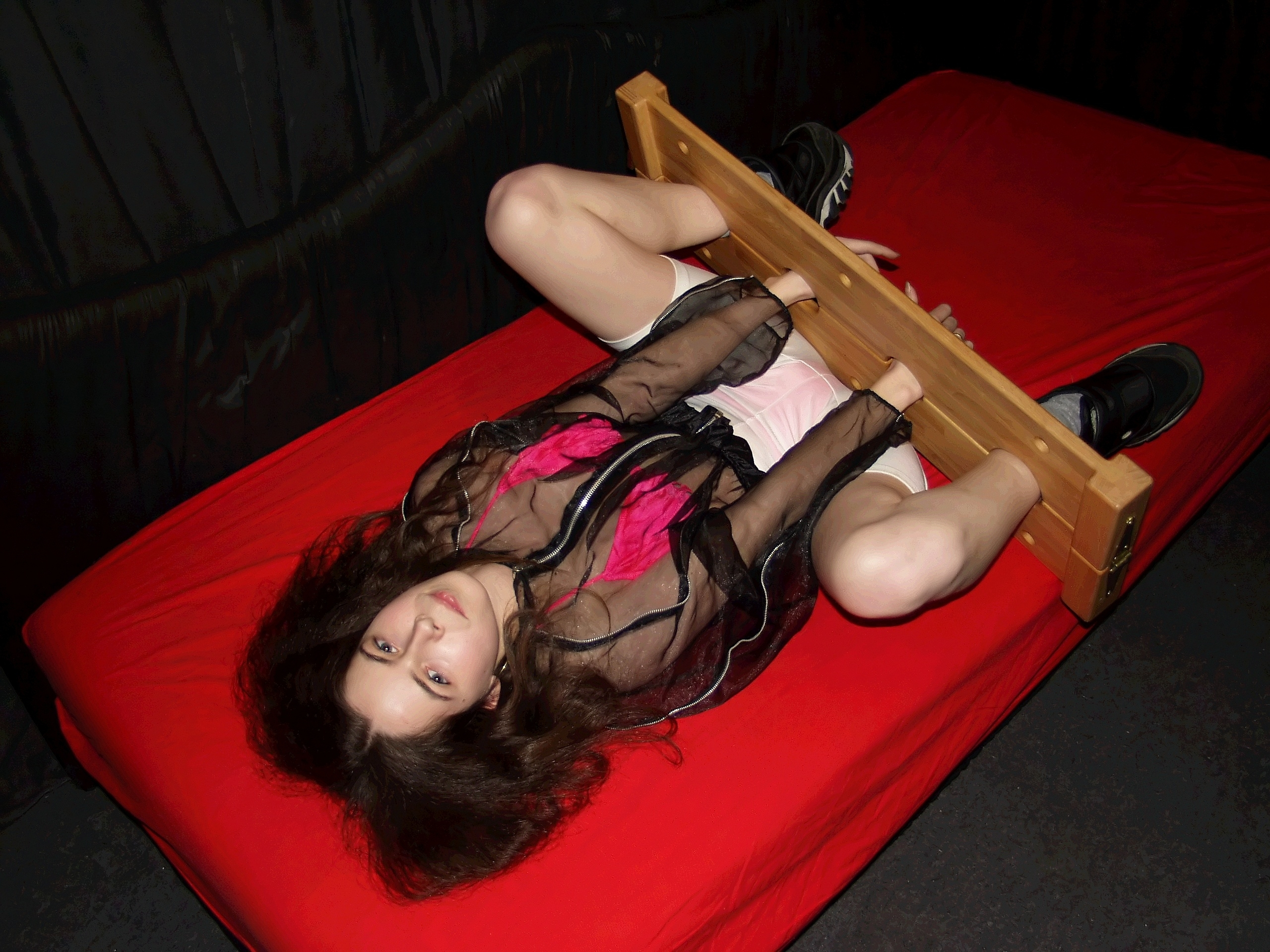
Колодка для рук и ног

- Бондаж, при котором конечности связываемого партнёра сводятся вместе и фиксируются друг к другу (при помощи верёвок, ремней, сбруи и тому подобного);
- Бондаж, при котором конечности разводятся в стороны и фиксируются в таком положении (при использовании колодок, а также фиксации на кровати, кресте и так далее);
- Бондаж, заключающийся в фиксации связываемого партнёра на каком-либо бондажном приспособлении (кресле, козлах, сюда же могут быть отнесены фиксация на кровати или кресте);
- Бондаж, при котором связываемый партнёр не лишается свободы движений полностью, но свобода движений ограничивается (например, при помощи наручников);
- Бондаж, включающий в себя подвешивание тела связываемого партнёра;
- Бондаж при помощи мумификации или помещения партнёра в бондажный мешок и прочие приспособления, полностью покрывающие тело.

По используемым приспособлениям бондаж может быть разделён следующим образом:
- Верёвочный бондаж

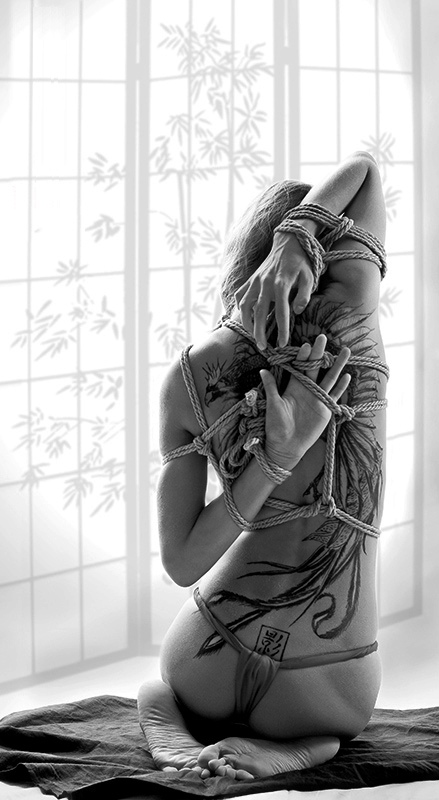
Обвязка шибари, выполненная Nawashi Shadow

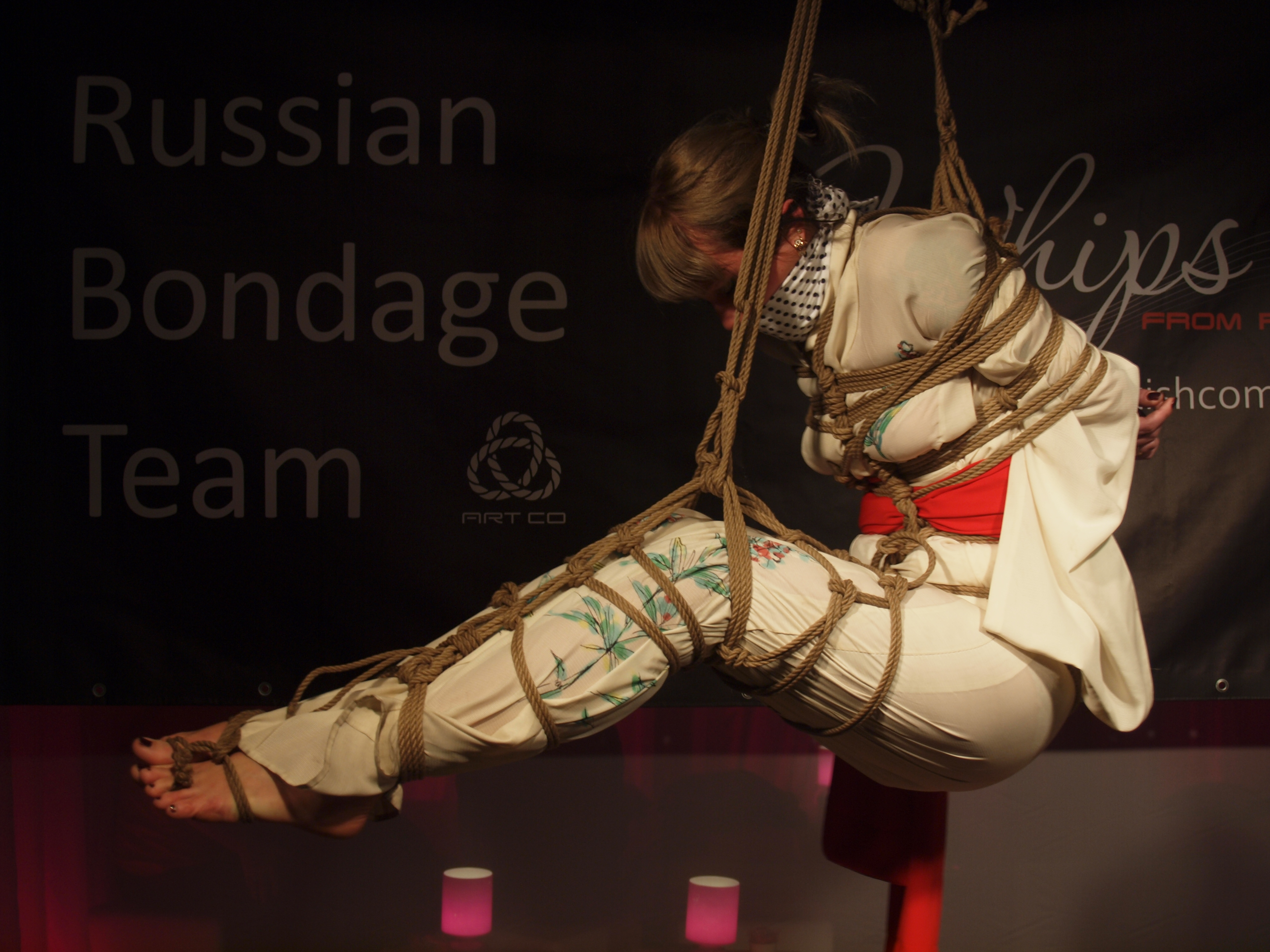
Верёвочный бондаж с подвешиванием

К этому разделу относится бондаж с использованием главным образом верёвок. Одна из наиболее часто встречающихся техник бондажа. Позволяет выполнить большое количество разнообразных вязок, лишающих подчиняющегося партнёра той или иной степени подвижности. Может включать как обездвиживание тела как такового, так и фиксацию к какому-либо предмету. Чаще всего используются хлопковые верёвки, меньше всего повреждающие кожу. Веревки из синтетических материалов, как правило, не используются.
Этот вид бондажа требует высокой осторожности, соблюдения определённых правил (в том числе анатомических) и контроля над натяжением. Вместе с тем в случае опасности верёвочный бондаж может быть быстро снят простым перерезанием верёвки. Кроме того, верёвки часто используются для фиксации связываемого на крупногабаритном бондажном приспособлении (см. ниже).
В веревочном бондаже особенно выделяют художественную разновидность веревочного бондажа — сибари, чисто верёвочный бондаж, основывающийся на японских бондажных техниках. Как правило, включает сложные обвязки, отличающиеся высокой художественностью, но требующие для исполнения определённых навыков. В рамках сибари могут выполняться такие сложные элементы бондажа, как подвешивание (см. ниже)
- Бондаж при помощи кожаных фиксаторов

Как правило, применяются специальные фиксаторы, выполненные из кожи или (реже) кожзаменителя. Чаще всего используются так называемые бондажные ремни, позволяющие удобно и надёжно зафиксировать конечности связываемого партнёра. Кроме того, ремни позволяют легко регулировать силу натяжения. Конструкция ремней направлена на удобство использования и исключение опасности причинения физического вреда. В частности, в большинстве случаев ремни имеют большую ширину для избежания перетяжек. Поскольку чаще всего бондажные ремни прилегают непосредственно к телу связываемого, они выполняются двухсторонними (внутренний слой — кожа либо ткань) и обрабатываются пропитками для предотвращения действия пота на материал ремней. Кожаная атрибутика может использоваться для осуществления подвешивания.
- Бондаж при помощи латексных фиксаторов или латексной ленты

Могут применяться латексные бондажные ремни или латексная лента. Лента чаще всего представляет собой полосу латекса шириной 10—15 см и длиной в несколько метров. Очень часто латексная лента используется для выполнения особого вида бондажа мумификации. Могут использоваться также латексные маски, специальная одежда из латекса и латексные бондажные мешки. Кроме того, из латекса выполняются такие крупногабаритные бондажные приспособления, как вакуумные кровати. Специфической особенностью является эластичность латекса, что часто позволяет сохранить определённую свободу движений и, кроме того, даёт физико-эротическое ощущение стягивания.
- Бондаж при помощи металлических фиксаторов (стилбондаж)

Используется атрибутика, выполненная из металла. Применение металла в бондаже, как правило, ограничено. Чаще всего применяются наручники. Также могут применяться цепи, кандалы и бондажные крюки.
- Бондаж при помощи специальных приспособлений
  - Бондаж при помощи специальной одежды
Заключается в применении специальной одежды, лишающей подчиняющегося партнёра подвижности. Чаще всего применяются разнообразные смирительные рубашки, выполненные из ткани, полиестера, винила, латекса. Кроме того, в этот раздел могут быть отнесены:
    - Бондаж при помощи бондажного рукава[англ.]
Бондажный рукав — популярное бондажное приспособление. Представляет собой широкий рукав, выполненный из кожи или латекса. Рукав надевается на сведённые конечности связываемого и затягивается шнуровкой или молнией. Часто используется как элемент бондажа в эротических фотографиях.
    - Бондаж при помощи латексного комбинезона или мешка
Заключается в помещении подчиняющегося партнёра в латексный комбинезон или бондажный мешок (типа спального мешка), плотно стягивающий тело и ограничивающий свободу движений (или вообще лишающий её). Отличительной особенностью является тот факт, что нахождение в латексном комбинезоне сообщает подчиняющемуся партнёру специфическое физико-эротическое чувство стягивания. Кроме того, имеет место определённая степень сенсорной депривации
    - Бондаж при помощи надувных предметов одежды
Чаще всего используются перчатки, которые, будучи надетыми на кисти рук связываемого, надуваются и лишают кисти способности к действию. Кроме того, могут применяться надувные смирительные рубашки и прочее.

  - Бондаж при помощи крупногабаритных приспособлений
    - Бондаж при помощи особых «станков»

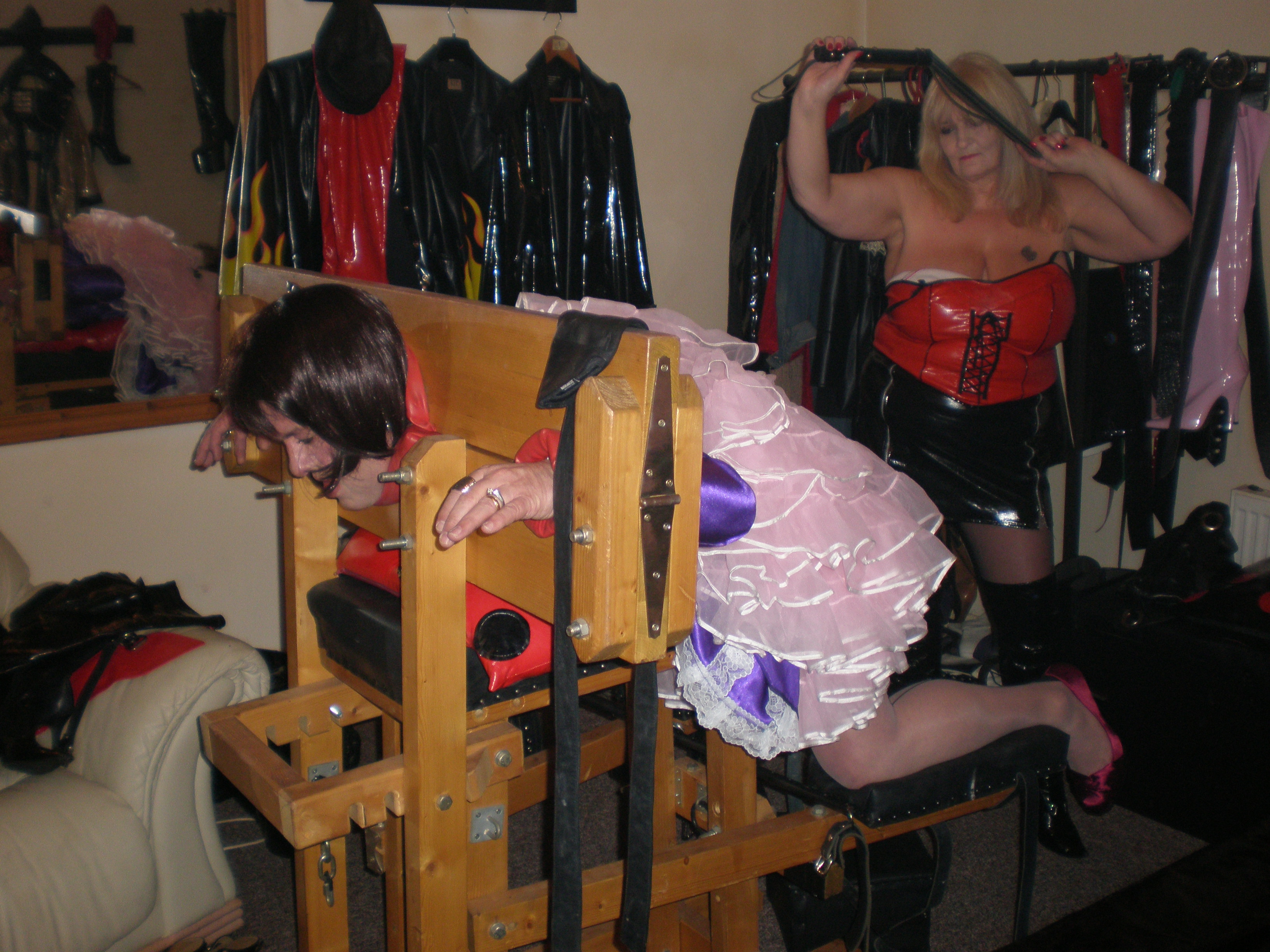
Бондаж на станке с колодкой

- -     -       - Колодки
Представляет собой классическую колодку с отверстиями для шеи и кистей рук. Как правило, изготавливается из дерева, может обшиваться кожей или кожзаменителем. Как бондажное приспособление сильно ограничивает подвижность не только за счёт фиксации рук, но и из-за сужения обзора, а также своей значительной массы.
      - Крест
Одно из наиболее известных и распространённых крупногабаритных бондажных приспособлений. Для бондажа используются Андреевские кресты (Х-кресты). В качестве бондажного приспособления крест отличается возможностью очень плотной фиксации тела и конечностей. Все части тела связываемого партнёра на виду и легко доступны. Чаще всего изготавливается из дерева, может обшиваться кожей или кожзаменителем. Как правило, на концах креста предусмотрены крепления для конечностей подчиняющегося партнёра (чаще всего — кожаные петли).
      - Кресло
Конструктивно представляет собой обычное кресло с фиксаторами для рук и ног связываемого партнёра (иногда также торса и/или шеи). Как и кресты, чаще всего изготавливается из дерева, может обшиваться кожей или кожзаменителем. В ряде случаев (особенно в сфере медицинского фетишизма) используется гинекологическое кресло.
      - Козлы, стойки, столики
Приспособления, предназначенные для фиксации тела партнёра в определённых позах. Могут иметь разную конфигурацию и изготовляться из дерева, металла, пластика и других материалов с обшивкой кожей, кожзаменителями. Часто снабжаются фиксаторами для конечностей.
      - Клетки
Как правило, представляют собой клетки из дерева или металла, размерами чаще всего не превышающие 1,5×1,5 м. Применяются в основном в практике морального (психологического) бондажа, поскольку ограничивают не свободу движений подчиняющегося партнёра, а свободу его перемещений. Также часто используются в таком разделе БДСМ и фетишизма, как animal-play (когда подчиняющийся партнёр «играет роль» животного).

    - Вакуум-бондаж
Весьма специфический, но вместе с тем достаточно распространённый способ бондажа. Выполняется с помощью так называемой вакуумной кровати (vacuum-bed). Бондажный эффект достигается путём помещения обездвиживаемого партнёра между двумя латексными простынями, склеенными между собой по краям, и последующей откачкой воздуха из пространства между ними (более дорогие модели вакуумных кроватей используют специальные насосы для откачки воздуха, тогда как дешёвые прибегают для этого к пылесосу). Благодаря специальным отверстиям или маске человек может свободно дышать, как и в случае с бондажом при помощи латексного комбинезона или мешка, особенностями способа являются специфические физикоэротические ощущения и частичная сенсорная депривация.

### Бондаж и сенсорная депривация
Очень часто в рамках бондажа применяется сенсорная депривация — ограничение либо полное лишение подчиняющегося партнёра возможности пользоваться осязанием, слухом, зрением.
Ограничение обзора, как правило, производится с помощью масок (латексных, кожаных или из иного материала) или повязок и шор на глаза. Для ограничения слуха используются беруши или специальные маски.
Отдельным типом бондажа, основанным на депривации осязания, является мумификация, состоящая в применении бондажных приспособлений, полностью покрывающих тело подчиняющегося партнёра и сдавливающих тело в той или иной степени. Чаще всего мумификация производится при помощи латексной ленты, плёнки, скотча, бинтов. В ряде случаев такой же эффект имеет бондаж с помощью латексного мешка либо комбинезона, а также вакуумной кровати (vacuum-bed).
К этому же разделу можно отнести широко распространённое в бондаже использование кляпов. Чаще всего применяются шариковые кляпы, представляющие собой каучуковый либо пластиковый шар, помещаемый в рот партнёра и фиксируемый ремнём или лентой. При этом подчиняющийся партнёр лишается возможности произносить членораздельные слова и не может контролировать отделение слюны, вытекающей из открытого и зафиксированного рта, что также является дополнительным унижением и частью игры.

## Бондаж в искусстве

### Бондаж в литературе
Упоминания о бондаже встречаются в ряде литературных произведений, причём как выраженной эротической, так и более нейтральной направленности.
К первым могут быть отнесены:
- Произведения маркиза де Сада и Леопольда фон Захер-Мазоха.
- Полин Реаж (Pauline Réage), «История О» (Histoire d’O)
- Анна Мар, «Женщина на кресте»
- Э. Л. Джеймс, «Пятьдесят оттенков серого»

Ко вторым же можно причислить:
- Энн Райс (Anne Rice), серия романов «Спящая красавица» («Sleeping Beauty» series) (под псевдонимом A. N. Roquelaure)
- Томас Шарп (Thomas Sharp), роман «Уилт» (Wilt)
- Пауло Коэльо, (Paulo Coelho), «Одиннадцать минут» (Onze Minutos)

Элементы БДСМ и бондажа периодически встречаются в поэтических произведениях ряда авторов, к примеру, у Анны Ахматовой, и в произведениях современной русскоязычной литературы — например, Андрей Гусев «Role plays в зрелом возрасте» (М., 2003), в романе «Художник и эрос в формате супер» (М., 2003), а также у других прозаиков.